# Pacto Ibérico para o Lince

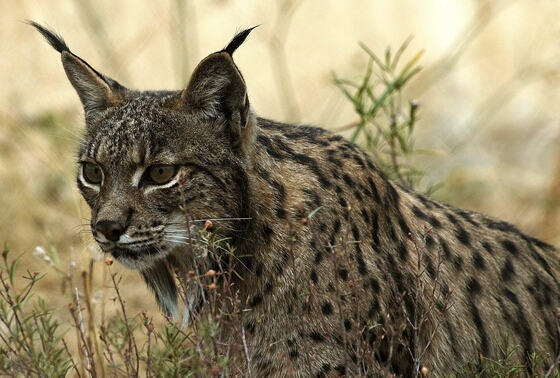
Lince-ibérico

O Pacto Ibérico para o Lince é um acordo entre Portugal e Espanha (Andaluzia, Castilla-La Mancha e Estremadura) para preservar, promover e tentar evitar a extinção do lince-ibérico, foi rubricado em novembro de 2007.

## Início

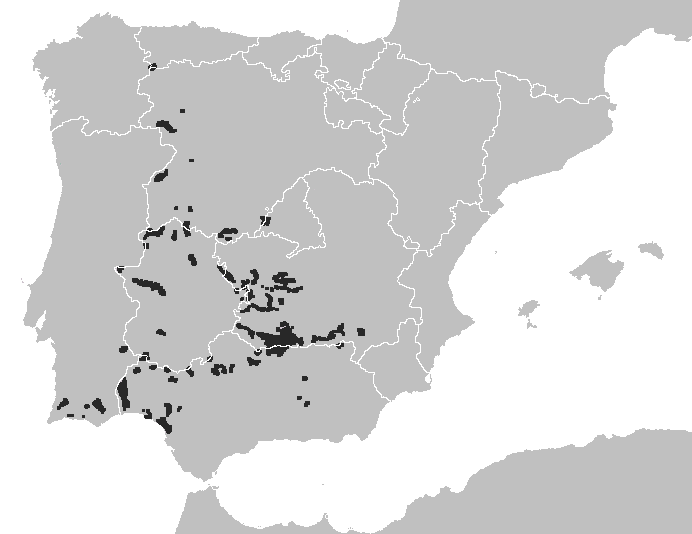
Distribuição até 1980 do lince-ibérico

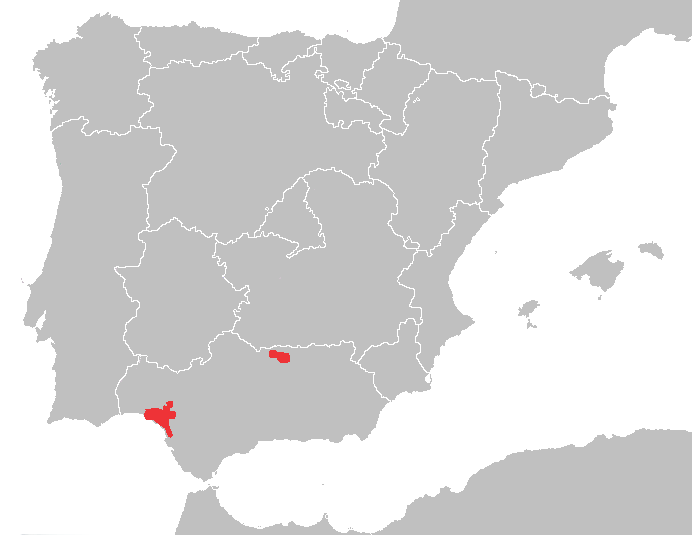
Distribuição até 2003 do lince-ibérico

Desde 1999, se desenvolve a Estratégia Nacional para a Conservação do Lince Ibérico, aprovada em fevereiro. Neste roteiro apontava-se para a necessidade de controlar as zonas de habitat dos linces, e algumas medidas a serem tomadas para melhorar a sua conservação.
Por sua vez, o pacto é uma extensão do Pacto de Andaluzia para o Lince, que foi lançado em 9 de abril de 2002 pela Junta de Andaluzia, o qual foi o primeiro na Espanha para tentar impedir a extinção do felino. Este baseou-se em um programa de reprodução em cativeiro iniciado em dezembro de 2003.

## Pacto Ibérico e seu programa
O Pacto Ibérico é dirigido pela cientista Astrid Vargas, cuja equipe conseguiu em 2005 um marco na conservação da espécie: o primeiro nascimento em cativeiro de um lince ibérico. Desde então conseguiram criar 11 exemplares da espécie ao longo deste processo. A ideia é que este acordo coordene os processos de conservação das unidades populacionais das espécies observadas, e também crie novos reintroduzidos em locais habitados anteriormente pelos linces: Portugal, Castilla-La Mancha e Estremadura.
Um exemplo do esforço de Portugal foi a criação, em 1981, da Reserva Natural Serra da Malcata, localizada na região da Beira Interior, na fronteira com a Serra de Gata. Apesar dos esforços das autoridades portuguesas para a recuperação do habitat do lince, as medidas adotadas por parte das autoridades espanholas surpreendem pela ignorância e falta de ações mais enérgicas de proteção.
O programa possui três centros de reprodução: El Acebuche, Santa Elena e Zoo de Jerez. Estes serão complementados com a construção de outros em Villafranca, Zarza de la Granadilla e Silves.
O projeto conta com uma injeção econômica de 7 milhões de euros pelos signatários e mais 26 milhões pela União Europeia.

## Resultados
A ideia é que em 2010, os primeiros linces criados em cativeiro mudem para um ambiente natural, disse Cristina Narbona, ministra do Meio Ambiente, no dia em que o acordo foi assinado.